# Kaiserslautern Pikes
Kaiserslautern Pikes e. V. ist seit 2003 ein gemeinnütziger, deutscher Verein für American Football und Cheerleading aus Kaiserslautern.
Die Heimspiele der Pikes finden vor ca. 500–1000 Zuschauern auf dem Gelände des Schulzentrum-Süd in Kaiserslautern statt.

## Geschichte
Als Vorläufervereine können die Kaiserslautern Warriors, die von 1987 bis 1995 am Spielbetrieb teilnahmen und dabei bis in die 2. Liga aufsteigen konnten, und die Kaiserslautern Cougars, die von 2001 bis 2003 spielten, angesehen werden.
2003 gingen die Pikes aus den Kaiserslautern Cougars hervor. Als Präsident stand Stefan Bräuning dem Verein vor, der auch schon bei den Warriors im Vorstand gewirkt hatte. Der Trainingsbetrieb der Hechte findet auf der Anlage des ESC West Kaiserslautern statt. Die sportliche Geschichte liest sich sehr erfolgreich, schon in der ersten Saison konnte in der Landesliga der zweite Platz erreicht werden was den Aufstieg in die Oberliga bedeutete. Die Oberliga wurde 2005 mit der Meisterschaft abgeschlossen, was den Aufstieg in die Regionalliga, der dritthöchsten deutschen Spielklasse, bedeutete. Auch hier waren die Hechte sofort erfolgreich und schlossen die Ligaspiele als Meister der Nord-Division ab. Der Aufstieg in die 2. Bundesliga wurde dann allerdings ganz knapp in den Play-off-Spielen gegen die Franken Timberwolves verpasst. Nach einer 14:40-Hinspielniederlage mussten die Pikes ihr Heimspiel mit mindestens 26 Punkten Differenz gewinnen. Dies gelang beinahe: Mitte des vierten Viertels lagen die Pikes 28:0 in Front, doch ein später Touchdown der Timberwolves, etwa 30 Sekunden vor Ende des Spiels, besiegelte das Ausscheiden der Pikes. 2007 als Mitfavorit gestartet, endete die Saison auf einem relativ enttäuschenden vierten Platz.
Für die Saison 2008 übernahm Sven Gloss, der zuvor als Offensive Coordinator gewirkt hatte, den Posten des Head Coachs von Andreas Schaaf. Neuer Defensive Coordinator wurde der langjährige Spieler Eddy Raab. Die Saison konnte mit dem Meistertitel abgeschlossen werden. Nur einmal mussten die Pikes dabei den Platz als Verlierer verlassen. Gegen die Rhein-Neckar Bandits setzte es eine Auswärtsschlappe. Allerdings konnte der Konkurrent aus der Kurpfalz, bei Punktgleichheit, aufgrund des gewonnenen direkten Vergleichs (34:0 und 21:42) hinter sich gelassen werden. Das letzte Saisonspiel, gegen die Freiburg Sacristans, sah die Rekordkulisse von 1630 Zuschauern.
Durch den Nichtantritt der Starnberg Argonauts zu den Relegationsspielen, gelang der Aufstieg in die GFL2 Süd kampflos. In der Saison 2009 spielten die Pikes im Schnitt vor 900 Zuschauern und erreichten einen Mittelfeldplatz. Im Folgejahr konnte der Abstieg nicht vermieden werden. Doch nach nur einer Saison in der Regionalliga, in der die Pikes ungeschlagen Meister wurden, war die Rückkehr in die GFL2 geschafft. Am letzten Spieltag der Saison 2011 wurde im Spiel gegen Frankfurt Universe mit 1600 Besuchern, davon alleine 600 aus Frankfurt, ein neuer vereinsinterner Zuschauerrekord aufgestellt. In der Saison 2013 belegten die Pikes den 8. Platz der GFL2 und stiegen somit wieder in die Regionalliga Mitte ab. In der Saison 2014 wurde in der Regionalliga Mitte der 3. Platz erreicht.
Nach einer negativen Saisonbilanz von einem Sieg zu neun Niederlagen legte nach dem letzten Heimspiel im Juli 2015 der bisherige Head Coach, Stefan Heiler, sein Amt nieder. Im September desselben Jahres trat der bisherige Defensive Coordinator Frank Kneip diesen Posten an. Ebenfalls im September 2015 kam es zu umfangreichen Umstrukturierungen an der Vereinsspitze. Nachdem sich der Großteil des bisherigen Vorstands nicht mehr zur Wiederwahl aufstellen ließ, wurde Patrick Gödtel von der Mitgliederversammlung zum neuen ersten Vorsitzenden gewählt.
Durch die Leistung von acht Siegen, einem Unentschieden und einer Niederlage erreichten die Pikes 2016 den ersten Tabellenplatz in der Oberliga Mitte und den damit verbundenen direkten Wiederaufstieg in die Regionalliga Mitte. In die Saison 2017 starteten die Pikes mit einem neuen Trainerstab rund um Head Coach Oscar Loveless.

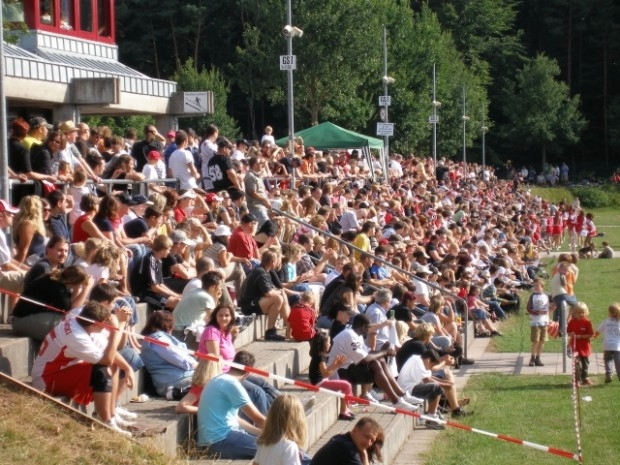
Volles Haus im letzten Heimspiel gegen die Freiburg Sacristans

## Stadion
Der Verein spielt auf dem Sportplatz Schulzentrum Süd, einem Naturrasenplatz mit einer Zuschauerkapazität von 8.500. Im Jahr 2012 kamen ca. 14.850 Zuschauer zu den Heimspielen der Kaiserslautern Pikes, der Schnitt betrug ca. 1.693 Zuschauer.
Im Jahre 2012 konnte der Bisherige Höchststand mit ca. 3.500 Zuschauern gemessen werden als die Pikes am 12.07. in der GFL2 auf die Frankfurt Universe trafen.

## Teams der Kaiserslautern Pikes

### Football
- Flag Jugend U-13
- Tackle Jugend U16/U19
- Seniors
Die Footballer der Kaiserslautern Pikes können seit 2003 einige Erfolge verzeichnen. Der größte Erfolg war das Erreichen der GFL2 im Jahre 2013. Im November 2021 wurden die Pikes in der Oberliga Mitte mit einer „Perfect Season“ Meister und haben sich so den Aufstieg in die Regionalliga Mitte gesichert, in welcher sie 2022 auch antreten werden.
Um langfristig erfolgreich zu bleiben, konzentriert sich der Verein auf die Jugendarbeit. Die Flag – Footballer in den Altersklassen U13 und U16 sind 2018 neu entstanden und nehmen erfolgreich am regionalen Spielbetrieb teil.

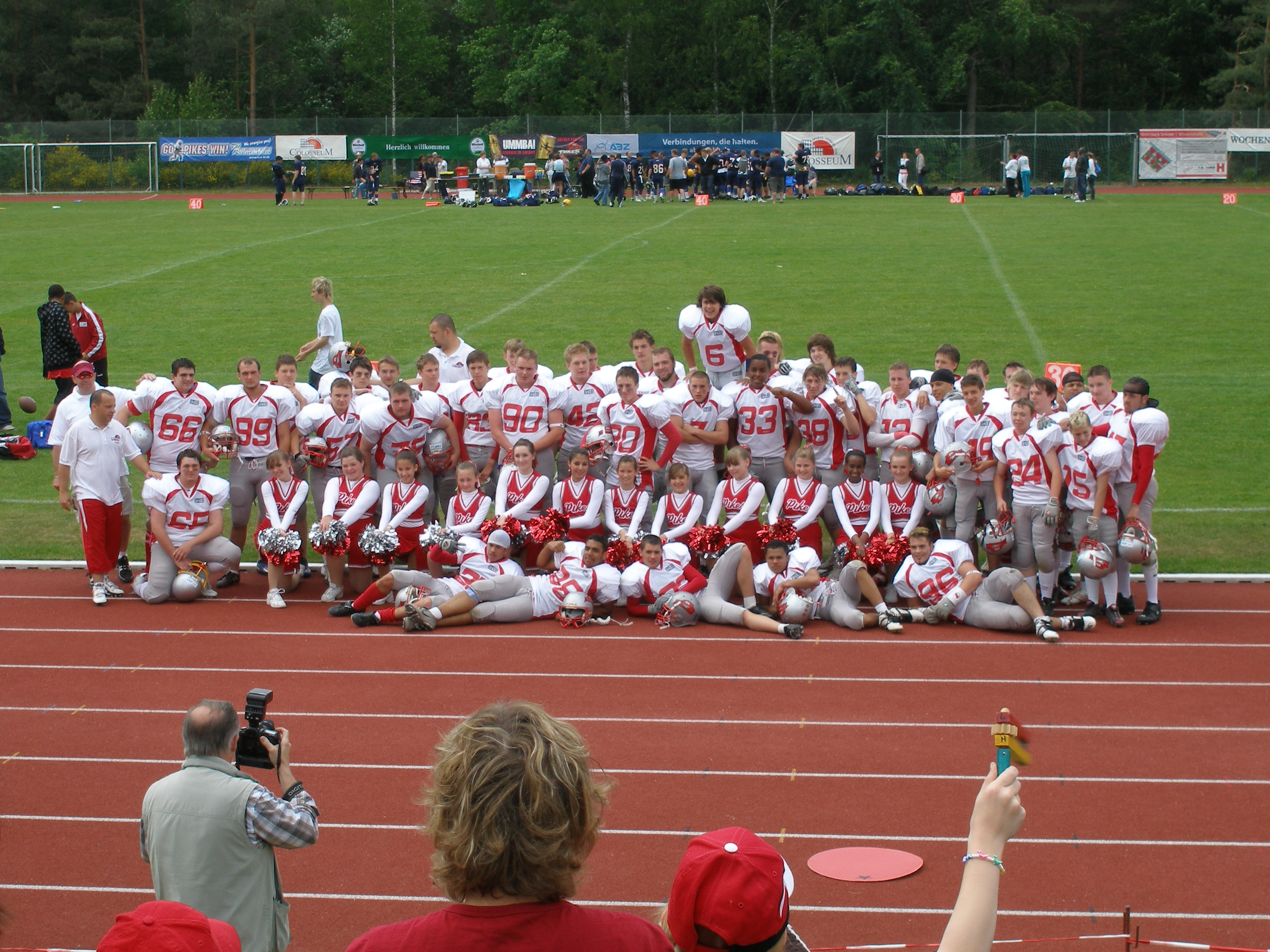
Jugendteam und Cheerleader nach dem Erfolg gegen Weinheim 2008

Neben dem Herrenteam existierte ein Jugendteam, welches seit 2006 am Spielbetrieb teilnahm. Nach zwei Jahren in der Jugendaufbauliga konnte im Jahr 2008 die Meisterschaft der Jugendleistungsliga Baden-Württemberg errungen werden. Mit einem 55:12-Erfolg beim Relegationsspiel gegen die Saarland Hurricanes gelang der Jugendmannschaft der Aufstieg in die GFL-Juniors. Mit nur zwei Niederlagen in der Gruppenphase erreichte das Jugendteam als Aufsteiger 2009 direkt die Teilnahme an den Play-offs um den Junior Bowl. Nach einem 21:20-Viertelfinalsieg bei den Hamburg Young Huskies mussten sich die Pikes im Halbfinale der Jugendmannschaft der Cologne Falcons mit 31:46 geschlagen geben. In die Saison 2012 gingen die Pikes erstmals mit drei Tackle-Jugendmannschaften.
Im Dezember 2017 entstand erstmals ein Frauen-Footballteam (Ladypikes), welches sich jedoch 2018 auflöste.

### Cheerleader
Die Pikes Cheerleader trainieren seit 2004 kontinuierlich Stunts, Tumbling und Tänze. Aktuell sind sie in den Altersklassen U14 und Seniors vertreten. Die 50 Mädels trainieren regelmäßig 2- bis 3-mal die Woche, um an zahlreichen Auftritten und Wettkämpfen teilnehmen zu können. Nicht nur an der Sideline der Footballer machen sie eine gute Figur, sondern auch auf der Wettkampfmatte. Die Cheerleader konnten bereits auf nationalen und internationalen Wettkämpfen punkten. Eine Sportlerin schaffte sogar den Sprung in das deutsche Nationalteam und nahm an der Cheerleading-Weltmeisterschaft in Florida teil. Die Cheerleader sind eine gern gebuchte Gruppe für Events, Promotions und Lehrgänge anderer Vereine.
Die Cheerleader der Pikes bestehen aus einem Senior-Cheerteam, einem Junior-Cheerteam (11- bis 15-Jährige) und einem Peewee-Cheerteam, welche ihre Teams bei Heimspielen anfeuern und an Cheerleadermeisterschaften teilnehmen.
- Mini Pikes 5-10-Jährige (Peewees)
- Pikes Junior Cheer 11- bis 15-Jährige (Jr. Allgirl)
- Pikes Senior Cheer ab 15 Jahren (Sr. Allgirl)

Erfolge Pikes Senior Cheer:
- 2. Platz LM RLP/Saar 2005
- 1. Platz LM RLP/Saar 2006
- 1. Platz SPIRIT Challenge 2008
- 1. Platz CCVD RLP 2009
- 1. Platz CCVD RM West 2009
- 4. Platz CCVD DM 2009
- 3. Platz CCVD RM West 2010
- 4. Platz CCVD DM 2010
- 2. Platz Bawü Cheermasters 2010
- 8. Platz CCVD RM West 2011
- 9. ELITE Championship 2011 Sr. Allgirl GS
- 5. ELITE Championship 2011 Sr. COED
- 2. Platz SPIRIT Challenge 2011 Allgirl
- 2. Platz SPIRIT Challenge 2011 Lmtd Coed
- 7. Platz SPIRIT Challenge 2011 Sr. Allgirl GS

Erfolge Pikes JCheer:
- 14. Platz Elite Championship 2008
- 4. Platz GS/SPIRIT Challenge 2008
- 6. Platz Elite Championship 2009
- 1. Platz SPIRIT Challenge 2009
- 6. Platz CCVD RM West 2010
- 1. Platz Ba-Wü Cheermasters 2010
- 7. Platz CCVD RM West 2011
- 2. Platz SPIRIT Challenge 2011 L3
- 3. Platz SPIRIT Challenge 2011 L4

Erfolge Mini Pikes Cheer:
- 2. Platz Ba-Wü Cheermasters 2010
- 4. Platz SPIRIT Challenge 2011

 Erfolge Dancing Pikes:
- 2. Platz SPIRIT Challenge 2011

## Statistik

### Ergebnisse
| Jahr | Liga                                 | Platzierung | Punkte | TD-Differenz |
| ---- | ------------------------------------ | ----------- | ------ | ------------ |
| 2004 | Landesliga Mitte (5. Liga)           | 2.          | 12:4   | 230:84       |
| 2005 | Oberliga Hessen/RP/Saar/TH (4. Liga) | 1.          | 14:2   | 251:147      |
| 2006 | Regionalliga Mitte (Nord) (3. Liga)  | 1.          | 17:3   | 230:123      |
| 2007 | Regionalliga Mitte                   | 4.          | 12:8   | 197:156      |
| 2008 | Regionalliga Mitte                   | 1.          | 22:2   | 423:171      |
| 2009 | GFL2                                 | 6.          | 12:16  | 240:395      |
| 2010 | GFL2                                 | 8.          | 5:23   | 121:399      |
| 2011 | Regionalliga Mitte                   | 1.          | 20:0   | 389:167      |
| 2012 | GFL2                                 | 4.          | 15:13  | 409:402      |
| 2013 | GFL2                                 | 8.          | 3:23   | 290:513      |
| 2014 | Regionalliga Mitte                   | 3.          | 12:8   | 316:150      |
| 2015 | Regionalliga Mitte                   | 9.          | 2:18   | 114:304      |
| 2016 | Oberliga Mitte                       | 1.          | 17:3   | 307:116      |
| 2017 | Regionalliga Hessen/Rheinland-Pfalz  | 5.          | 4:16   | 107:288      |
| 2018 | Oberliga Rheinland-Pfalz/Saar        | 1.          | 20:0   | 365:71       |
| 2019 | Regionalliga Mitte                   | 6.          | 0:18   | 131:347      |
| 2021 | Oberliga Mitte West                  | 1.          | 12:0   | 250:112      |
| 2022 | Regionalliga Mitte                   |             |        |              |

## Pikes Medien
Die Pikes sind crossmedial. Die Social-Media-Kanäle auf Facebook, Instagram und Tik-Tok informieren regelmäßig über Events und den Spielbetrieb der Mannschaften, zudem die regionalen Institutionen wie Antenne KL und das Stadtecho. Online findet man die Pikes außerdem auf www.kl-pikes.de inkl. unserem Fanshop, dessen Verkauf auch bei jedem Heimspiel stattfindet.
Fanshops für Cheerleader, Footballer und Fans sind jederzeit verfügbar. Sie finden die Pikes bei Ligaspielen, Events, Wettkämpfen oder einem der vielen Promotions in und um Kaiserslautern. Die Cheerleader waren u. a. schon als SWR1-Cheerleader und DTM-Gridgirls auf Tour.